# Wang Guosheng

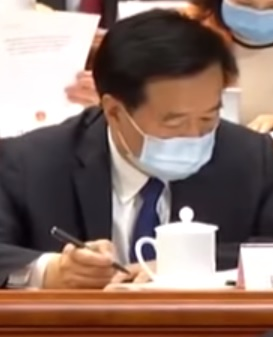
Wang Guosheng

Wang Guosheng (chinesisch 王国生; * 1956 in Dong’e, Provinz Shandong) ist ein Politiker in der Volksrepublik China und war von 2010 bis 2016 amtierenden Gouverneur der Provinz Hubei, stellvertretendes Mitglied des 17. Zentralkomitees der Kommunistischen Partei Chinas und Vollmitglied des 18. und 19. Zentralkomitees.

## Werdegang
Wang trat 1975 der Kommunistischen Partei Chinas bei. Er hatte  verschiedenen Positionen in Politik und Verwaltung seiner Heimatprovinz sowie ab dem Jahr 2000 in der Provinz Jiangsu inne. Dort war er von 2008 bis 2010 stellvertretender Parteisekretär.
Im Dezember 2010 wurde Wang in die Provinz Hubei versetzt, wo er die Positionen des stellvertretenden Parteichefs der Provinz, des Vizegouverneurs und 2011 des amtierenden Gouverneur übernahm.
Wang Guosheng galt stets als bescheiden und wurde für die einfache Sprache seiner Arbeitsberichte gelobt. Zuspruch fand seine Aufmerksamkeit für die Probleme der einfachen Menschen.
Im Juni 2016 wurde er als Parteichef in die Provinz Qinghai versetzt und ging 2018 nach Henan, wo er im Februar zum Abgeordneten des Dreizehnten Nationalen Volkskongresses gewählt wurde und im März 2018 Xie Fuzhan als Sekretär des Provinzkomitees der KPCh in Henan ablöste.
Im Januar 2019 wurde er zum Direktor des Ständigen Ausschusses des Volkskongresses der Provinz Henan gewählt.  Sein Amt als Sekretär des Provinzkomitees der KPCh in Henan gab er im Juni 2021 ab und wurde danach zum stellvertretenden Vorsitzenden des Ausschusses für soziale Entwicklungsangelegenheiten des Nationalen Volkskongresses ernannt.